# 基隆市立暖暖高級中學
基隆市立暖暖高級中學，簡稱暖中，是一所位於基隆市的完全中學。

## 附設班別以及科別
- 國中部
  - 普通班
  - 體育班
- 高中部
  - 普通科
  - 數理實驗班
  - 雙語實驗班

## 校史
1967年4月，基隆市政府開始籌辦基隆市立第七初中，指派李生田為籌備主任，並在同年7月開始招生，一開始先借仁愛國小的場地上課，直到隔年校舍落成後才遷到現今校址。在1968年6月12日，暖暖高中方正式有第一任的校長，也就是原本的籌備主任李生田。而在之後的數十年，經歷許多次人事變遷，校長換了許多次之後，在1999年7月，李鴻章代理校長開始籌備完全中學，並在同年九月成立完全中學並擔任第一任完全中學的校長。

## 歷任校長
| 姓名   | 任期           | 備註               |
| ------ | -------------- | ------------------ |
| 李生田 | 1968年－1973年 | 創校校長           |
| 周明宏 | 1973年－1979年 |                    |
| 白博文 | 1979年－1988年 |                    |
| 蘇惟智 | 1988年－1996年 |                    |
| 楊熾瀧 | 1995年－1996年 | 代理               |
| 鄭麗卿 | 1996年－1999年 |                    |
| 鄭裕成 | 1999年         | 代理               |
| 李鴻章 | 1999年－2007年 | 第一任完全中學校長 |
| 許清和 | 2007年－2013年 |                    |
| 鄭裕成 | 2013年－2017年 |                    |
| 甘邵文 | 2017年－2023年 |                    |
| 單益章 | 2023年－至今   | [ 1 ]              |

## 外部連結
- 基隆市立暖暖高級中學 （页面存档备份，存于）（繁體中文）